# Alexander-von-Humboldt-Gymnasium Chemnitz

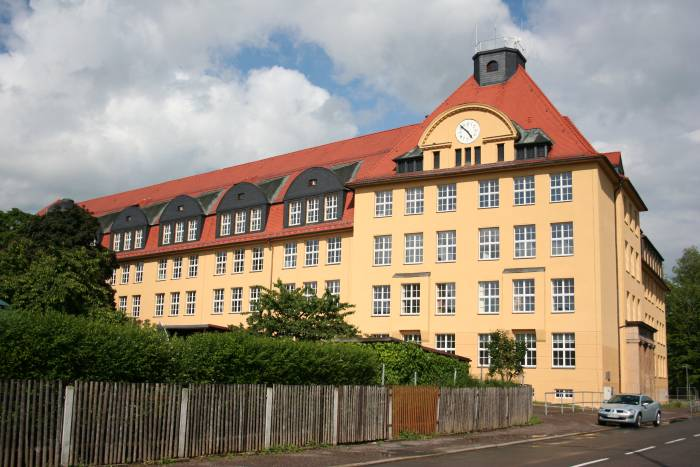
Schulgebäude

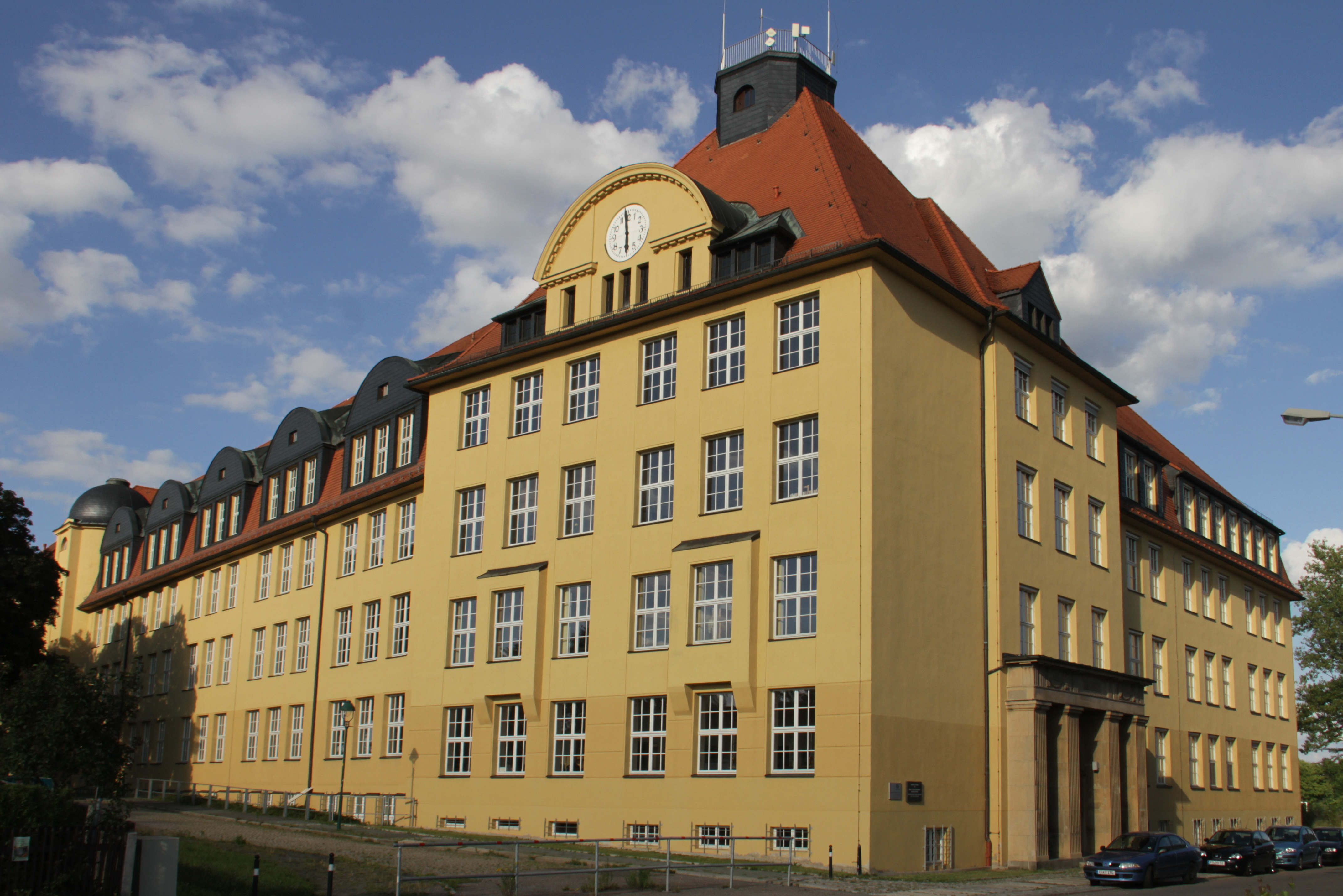
Schulgebäude

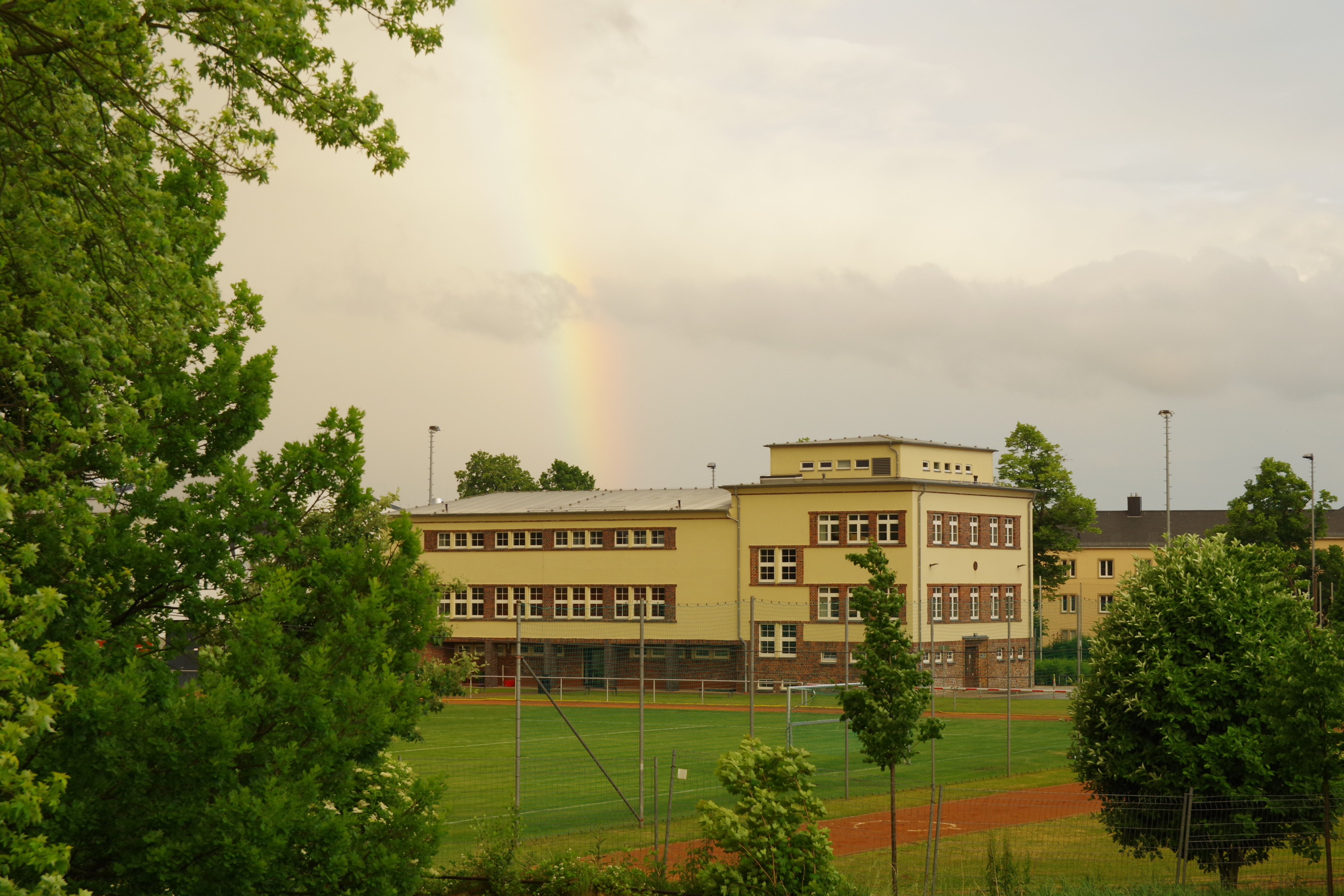
Schulturnhalle (Jahnbaude)

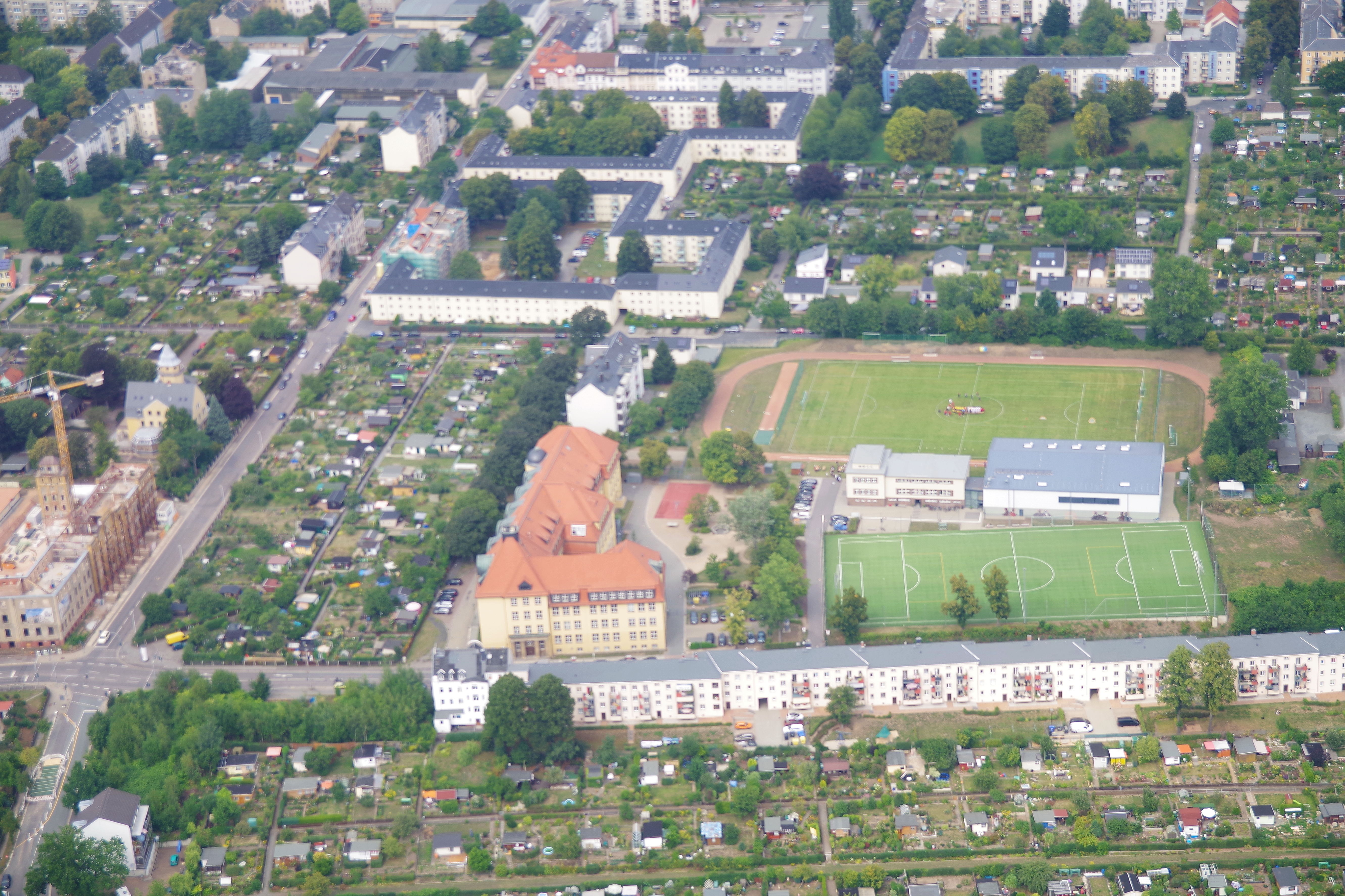
Humboldthöhe in Chemnitz mit Gymnasium

Das Alexander-von-Humboldt-Gymnasium war ein von 1995 bis 2005 bestehendes Gymnasium in der sächsischen Stadt Chemnitz.

## Schulgeschichte
Bis 1914 gab es in Chemnitz 45 Schulen für rund 49.000 schulpflichtige Kinder. Als man sich entschloss, ein neues Schulgebäude zu errichten, begann auch die Geschichte der Humboldtschule, in der eine Knaben- und Mädchenschule untergebracht waren. Den Namen erhielt sie, weil die weithin sichtbare Erhebung im Osten der Stadt „Humboldthöhe“ genannt wird. Der Neubau wurde vom Chemnitzer Stadtbaurat Richard Möbius im späten Jugendstil entworfen und am 20. April 1914 eingeweiht. In den ersten Jahren war sie eine übliche Volksschule. Erst mit der Weimarer Republik begann eine Umorientierung zu einer freien Versuchsschule.
Ab Ostern 1921 nahm die „Versuchsschule Chemnitz“ unter Leitung von Ottmar Fröhlich ihre Arbeit auf. Ab 1924 wurde sie für die nächsten zwölf Jahre „Freie Humboldtschule Chemnitz“ genannt. Das Schulgebäude beherbergte nun neben der alten herkömmlichen Humboldtschule (Knaben-Volksschule) auch die Versuchsschule, die zunächst als Mädchenschule weiterarbeitete, später aber zu gemischten Klassen überging. Ideen und Ziele der Reformpädagogik waren u. a.:
- Erziehung zur Gemeinschaft durch die Gemeinschaft (Schulfeste, Sport- und Schwimmfeste)
- Erziehung zur Arbeit (Werkunterricht)
- Ästhetik / Ästhetische Erziehung (Schulchor, Schulorchester, Theatergruppe)
- Trennung von Religion und Schule

1924 konnte der erste Schullandheim-Aufenthalt stattfinden, ab 1929 besaß die Schule ein eigenes Schullandheim „Kreuztanne“. Ende der 1920er Jahre wurde die Bildungseinrichtung zur Ganztagsschule umgestaltet. Während der Weltwirtschaftskrise bot sie Kindern ein zweites Zuhause, die Schule wurde zur sozialen Begegnungsstätte.
Die Machtübernahme der Nationalsozialisten 1933 bereitete dieser Reformschule ein unfreiwilliges Ende, und nationalsozialistisches Gedankengut setzte sich bis 1945 hier fest. Die Schullandheime wurden geschlossen, die Schulzeitung „Sonnenberg-Blätter der Humboldtschule“ verboten. Während des Zweiten Weltkrieges diente die Schule als Lazarett.
Im Rahmen der Schulpolitik der DDR wurde 1949 aus der einstmaligen Versuchsschule eine polytechnische Oberschule. 1955 zog das pädagogische Institut als Hausherr in dieses Gebäude und bildete Lehrerstudenten aus. Vier Jahre vor der Wende wurde eine erweiterte Oberschule hinzugefügt. Nach der Schulreform teilten sich bis 1994 rund 250 Grund- und 235 Mittelschüler das Gebäude mit Studenten der Technischen Universität Chemnitz-Zwickau.
1994 erfolgte der Umzug des Gymnasiums Fürstenstraße an die Humboldtschule, welche 1995 den Namen „Alexander-von-Humboldt-Gymnasium“ erhielt, im November 1994 zog die TU Chemnitz aus dem Gebäude aus. Jetzt befindet sich in den Räumlichkeiten außer dem Gymnasium nur noch eine Grundschule.
Ab dem Schuljahr 2003/04 zog die Grundschule aufgrund von Renovierungs- und Sanierungsarbeiten, welche bis Anfang 2008 anhalten sollen, aus dem Gebäude aus. Durch den Stadtratsbeschluss B-18/2004 vom 25. Februar 2004 wurde die Aufhebung des Gymnasiums zum Ende des Schuljahres 2004/2005 beschlossen.
Seit dem 18. Februar 2008 ist im Gebäude das Johannes-Kepler-Gymnasium Chemnitz untergebracht.

## Absolventen
- Felix Menzel (* 1985), deutscher Publizist